# Chileense parlementsverkiezingen 2005
De Chileense parlementsverkiezingen van 2005 vonden op 11 december van dat jaar plaats. In zowel de Kamer van Afgevaardigden als in de Senaat werd de centrumrechtse Unión Demócrata Independiente de grootste.

## Uitslagen

### Kamer van Afgevaardigden
| Lijst                         | Afbeelding                    | Partij                                  | Afkorting                     | Stemmen   | Percentage | Zetels | Verschil |
| ----------------------------- | ----------------------------- | --------------------------------------- | ----------------------------- | --------- | ---------- | ------ | -------- |
| A                             |                               | Fuerza Regional Independiente           | FRI                           | 77.123    | 1,17%      | 1      |          |
| A                             |                               | Alianza Nacional de los Independientes  | ANI                           | 20.191    | 0,31%      | 0      |          |
| A                             |                               | Partido de Acción Regionalista          | PAR                           | 26.698    | 0,40%      | 1      |          |
| A                             |                               | Onafhankelijken op lijst A              | ILA                           | 30.324    | 0,46%      | 0      |          |
| B                             |                               | Concertación Democrática                |                               | 3.417.207 | 51,76%     | 65     | 3        |
| B                             |                               | Partido Demócrata Cristiano             | PDC                           | 1.370.501 | 20,76%     | 20     | 3        |
| B                             |                               | Partido por la Democracia               | PPD                           | 1.017.956 | 15,42%     | 21     | 1        |
| B                             |                               | Partido Socialista de Chile             | PS                            | 663.561   | 10,05%     | 15     | 5        |
| B                             |                               | Partido Radical Socialdemócrata         | PRSD                          | 233.564   | 3,54%      | 7      | 1        |
| B                             |                               | Onafhankelijken op lijst B              | ILB                           | 131.625   | 1,99%      | 2      | 1        |
| C                             |                               | Juntos Podemos Más                      |                               | 488.618   | 7,40%      | 0      |          |
| C                             |                               | Partido Comunista                       | PCCh                          | 339.547   | 5,14%      | 0      | Stabiel  |
| C                             |                               | Partido Humanista                       | PH                            | 102.842   | 1,56%      | 0      | Stabiel  |
| C                             |                               | Onafhankelijken op lijst C              | ILC                           | 46.229    | 0,70       | 0      |          |
| D                             |                               | Alianza                                 |                               | 2.556.386 | 30,73%     | 54     | 3        |
| D                             |                               | Renovación Nacional                     | RN                            | 932.422   | 14,12%     | 19     | 1        |
| D                             |                               | Unión Demócrata Independiente           | UDI                           | 1.475.901 | 22,36%     | 33     | 2        |
| D                             |                               | Onafhankelijken op lijst D              | ILD                           | 148.063   | 2,24%      | 2      | 6        |
|                               |                               | Onafhankelijke en Partijloze kandidaten | Ind                           | 62.387    | 0,95%      | 0      | 1        |
| Totaal aantal geldige stemmen | Totaal aantal geldige stemmen | Totaal aantal geldige stemmen           | Totaal aantal geldige stemmen | 6.601.389 | 91,59%     |        |          |
| Blanco stemmen                | Blanco stemmen                | Blanco stemmen                          | Blanco stemmen                | 221.600   | 3,03%      |        |          |
| Ongeldige stemmen             | Ongeldige stemmen             | Ongeldige stemmen                       | Ongeldige stemmen             | 383.940   | 5,33%      |        |          |
| Totaal uitgebrachte stemmen   | Totaal uitgebrachte stemmen   | Totaal uitgebrachte stemmen             | Totaal uitgebrachte stemmen   | 7.207.351 | 100%       |        |          |

### Senaat
| Lijst                                     | Partij                                     | Afkorting                                 | Percentage | Zetels | Verschil |
| ----------------------------------------- | ------------------------------------------ | ----------------------------------------- | ---------- | ------ | -------- |
| A                                         | Fuerza Regional Independiente              | FRI                                       | 0,64%      | 0      |          |
| A                                         | Alianza Nacional de los Independientes     | ANI                                       | 0,27%      | 0      |          |
| A                                         | Onafhankelijken op lijst A                 | ILA                                       | 0,36%      | 0      |          |
| E                                         | Concertación de Partidos por la Democracia |                                           | 55,73%     | 11     | Stabiel  |
| E                                         | Partido Demócrata Cristiano                | PDC                                       | 29,72%     | 5      | 5        |
| E                                         | Partido por la Democracia                  | PPD                                       | 10,74%     | 1      | 1        |
| E                                         | Partido Socialista de Chile                | PS                                        | 12,07%     | 4      | 3        |
| E                                         | Partido Radical Socialdemócrata            | PRSD                                      | 2,40%      | 1      | 1        |
| E                                         | Onafhankelijken op lijst B                 | ILB                                       | 0,80%      | 0      |          |
| C                                         | Juntos Podemos Más                         |                                           | 6,00%      | 0      |          |
| C                                         | Partido Comunista                          | PCCh                                      | 2,19%      | 0      | Stabiel  |
| C                                         | Partido Humanista                          | PH                                        | 1,47%      | 0      | Stabiel  |
| C                                         | Onafhankelijken op lijst C                 | ILC                                       | 2,34%      | 0      |          |
| D                                         | Alianza                                    |                                           | 37,25%     | 8      | 1        |
| D                                         | Renovación Nacional                        | RN                                        | 10,80%     | 3      | 1        |
| D                                         | Unión Demócrata Independiente              | UDI                                       | 21,56%     | 5      | 2        |
| D                                         | Onafhankelijken op lijst D                 | ILD                                       | 4,89%      | 0      | 4        |
|                                           | Onafhankelijke en Partijloze kandidaten    | Ind                                       | 0,38%      | 1      | 1        |
| Totaal aantal geldige stemmen : 4.770.981 | Totaal aantal geldige stemmen : 4.770.981  | Totaal aantal geldige stemmen : 4.770.981 | 92,06%     |        |          |